# Prionolabis majorina
Prionolabis majorina là một loài ruồi trong họ Limoniidae. Chúng phân bố ở miền Cổ bắc.